# Национальное собрание Чехословацкой Социалистической Республики
Национальное Собрание Чехословацкой Социалистической Республики (чеш. Národní shromáždění Československé socialistické republiky, словац. Národné zhromaždenie Československej socialistickej republiky ) — высший законодательный орган ЧССР в период 1960—1968 годов.
Национальное Собрание ЧССР было образовано после вступления в силу конституции ЧССР 11 июля 1960 года.
Распущено 31 декабря 1968 года в связи с Конституционным законом 1968 года. Преемником Национального собрания стало Федеральное собрание.

## Полномочия
Национальное Собрание состояло из 300 депутатов, избираемых на четырёхлетний срок. Национальное Собрание имело право выбирать президента и Верховный суд. Также предлагать президенту кандидатуры членов правительства.
Национальное Собрание ЧССР было образовано после вступления в силу конституции ЧССР 11 июля 1960 года.
Роль Национального Собрания в стране была очень мала, так как для осуществления своих полномочий необходимо было согласие руководства Коммунистической партии Чехословакии.
Национальное Собрание само проверяло полномочия своих членов. Заседания вёл Председатель Национального Собрания (předseda Národního shromáždění). Депутаты приносили следующую присягу: «Я обещаю быть верным Чехословацкой республике, соблюдать её законы и осуществлять мой мандат представителя в меру моего разумения и моих сил».
Резиденция находилась в Праге. Сессии собирались два раза в год, Президентом, который мог отсрочить не более чем на месяц. Кворум — треть членов, решения принимались простым большинством голосов. Председатель Правительства и министры могли участвовать в заседаниях Национального Собрания.
Депутаты не могут быть подвергнуты уголовному или гражданскому преследованию без разрешения Национального Собрания, не могут быть задержан кроме задержания на месте преступления, депутаты могут отказывать давать показания, имеют право на отпуск на время сессии.

## Роспуск Национального Собрания
Президент мог распустить Национальное Собрание, при этом он не мог распускать Национальное Собрание в последние 6 месяцев его полномочий.

## Президиум Национального Собрания
Национальное Собрание избирало из числа своих членов избирало Президиум Национального Собрания тридцати членов. В период 1962—1964 годов Президиум состоял из 31 члена. В его состав входят Председатель Национального Собрания, его заместители, председатели комитетов и других членов. Президиум исполняет свои обязанности между сессиями Национального Собрания до тех пор пока не будет избран новый состав Национального Собрания.

## Председатели Национального собрания
- Зденек Фирлингер 7 Июля 1960 — 23 Июня 1964
- Богуслав Ластовичка 23 Июня 1964 — 18 Апреля 1968 (подал в отставку)
- Йозеф Смрковский 18 Апреля 1968 — 29 Января 1969

## Заместители Председателя Национального Собрания
- Антонин Фиала 9 Июля 1960 — 23 Июня 1964
- Антонин Поспишил 9 Июля 1960 — 23 Июня 1964
- Йозеф Kyselý 9 Июля 1960 — 10 Ноября 1965
- Вацлав Шкода 9 Июля 1960 — 29 Марта 1968
- Йозеф Валло 9 Июля 1960 — 23 Июня 1964 года
- Ульрих Беран 5 Июля 1962 — 22 Июня 1964
- Елена Лефлерова 23 Июня 1964 — 18 Апреля 1968
- Михаэль Чудик 10 Ноября 1965 — 29 Марта 1968
- Любомир Dohnal 18 Апреля 1968 — 29 Января 1969
- Мари Микова 18 Апреля 1968 — 29 Января 1969
- Йозеф Зедник 18 Апреля 1968 — 29 Января 1969
- Андрей Žiak 18 Апреля 1968 — 29 Января 1969
- Йозеф Валло 18 Апреля 1968 — 29 Января 1969